# 五根 (三十七道品)
五根（ごこん、巴: pañc' indriyāni, パンチンドリヤーニ）とは、仏教の修行において根本的な5つの能力（Indriya;インドリヤ）であり、信、精進、念、定、慧がある。悟り・解脱を得るための5種の能力・機根。三十七道品の中の1つ。
善根とも呼ばれるこれらが、一個人の中で主導的な力となった場合、五力（ごりき）と呼ばれる。
修行の根本となる5つであり、根の字は能力を指す。念以外は、その力が強すぎても、修行の妨げとなるため、それぞれの力が均衡にはたらくことを瞑想修行を通して目指していく。
五根を完全に達成した者は阿羅漢である。それより達成度が低いものは、順に不還、一来、預流、法随行者、信随行者となる。

## 内容
Pañcimāni bhikkhave, indriyāni. Katamāni pañca: 

saddhindriyaṃ viriyindriyaṃ satindriyaṃ samādhindriyaṃ paññindriyaṃ, imāni kho bhikkhave, pañca indriyānīti.
比丘たちよ、これらの五つの根がある。いかなる五か。

信根、精進根、念根、定根、慧根である。比丘たちよ、これら五根がある。
—パーリ仏典, 相応部根相応 概要品, Sri Lanka Tripitaka Project
五根の内容は以下の通り。
- 信根（巴: saddhā、梵: śraddhā）- 如来の悟りへの信仰、十号の受容[3]。
- 精進根（勤, 巴: viriya、梵: virya） - 四正勤の努力[3]。
- 念根（巴: sati、梵: smṛti） - 四念処へ集中し、念（マインドフルネス）を獲得する[3]。
- 定根（巴: 梵: samādhi） - 定（サマーディ）を達成し、心一境性を獲得[3]。
- 慧根（巴: pañña、梵: prajñā）-苦の滅尽へ導く知恵（四諦）の理解[3]。

## 五根の均衡
犍度大品において釈迦は、修行のバランスを取るよう比丘ソーナに助言したことが記載されている（緊緩中道）。

「ソーナよ、どう思うか。もしあなたの琴の弦が張り過ぎたならば、琴の音色は快く妙なる響きを発するだろうか？」

「いいえ、そうではありません、大徳（釈迦）よ」

「ソーナよ、どう思うか。もしあなたの琴の弦が緩すぎたならば、琴の音色は快く妙なる響きを発するだろうか？」

「いいえ、そうではありません、大徳よ」

「ソーナよ、どう思うか。もしあなたの琴の弦が張りすぎず、緩すぎもなく、丁度よい度合いを持っていたら、琴の音色は快く妙なる響きを発するだろうか？」

「そのとおりです、大徳よ」

「ちょうど同じように、ソーナよ、行き過ぎた努力は高ぶりを招き、少なすぎる努力は懈怠を招く。それゆえソーナよ、あなたはちょうどよい努力を保ち、感官にちょうど良いところを知り、そこに目標を得なさい」
—律蔵犍度大品 5,16-17 
これに関連して清浄道論やその他のアッタカターでは、一つの根が他の根を阻害するケースを警告している。したがって、対抗する2つの根のバランスを取るよう、これら注記書では推奨している。
念は強ければ強いほどいい。信と慧、精進と定などは対であり、その力の発達には均衡が必要である。